# Comunidade Evangélica Internacional da Zona Sul
Comunidade Evangélica Internacional Zona Sul ou simplesmente Comunidade Zona Sul é uma igreja e banda brasileira de música cristã contemporânea, conhecido por ser um dos grupos pioneiros do gênero conhecido como louvor congregacional. Formado em 1984, o grupo soma uma longa discografia e canções notáveis no meio cristão, como "Rompendo em Fé" e "Ventos de Avivamento".
Em 1996, o grupo fechou um contrato com a gravadora MK Music onde lançou naquele ano o álbum Ventos de Avivamento e em 1998 Rompendo em Fé, que se tornou o maior êxito em vendas da banda, recebendo disco de ouro da ABPD por vender mais de cem mil cópias.
Em 2008, a banda lançou o trabalho Confiarei, produzido por Rogério Vieira, distribuído em CD e DVD.  Em março de 2011, o grupo lançou A Casa, também gravada ao vivo na sede da igreja. A produção musical deste ficou por conta do músico Paulo César Baruk.  No mesmo ano, o grupo foi indicado e um dos finalistas ao prêmio Melhor Ministério de Louvor ao Troféu Promessas.
Em 2017, a banda lançou o álbum Serôdia, com produção musical e arranjos de Ruben di Souza.
Os integrantes atuais são: Edson Feitosa, Julia Peixoto, Aline Barros e Bruna Karla.[carece de fontes?]

## Discografia
Álbuns
- 1996: Ventos de Avivamento
- 1998: Rompendo em Fé
- 2000: Marca de Cristo
- 2002: Restituição
- 2004: Geração de Apaixonados
- 2006: 10 Anos ao vivo
- 2008: Confiarei
- 2011: A Casa
- 2017: Serôdia

Single (s)
- 2017: Rompendo em Fé ft. Aline Barros

## Videografia
- 2006: 10 anos ao vivo
- 2008: Confiarei
- 2012: Vem Comigo Clipes